# Арвил (Лоар и Шер)
Арвил (фр. Arville) насеље је и општина у централној Француској у региону Центар (регион), у департману Лоар и Шер која припада префектури Вандом.
По подацима из 2011. године у општини је живело 91 становника, а густина насељености је износила 9,33 становника/km². Општина се простире на површини од 9,75 km². Налази се на средњој надморској висини од 180 метара (максималној 204 m, а минималној 157 m).

## Демографија
| 1962. | 1968. | 1975. | 1982. | 1990. | 1999. | 2011. |
| ----- | ----- | ----- | ----- | ----- | ----- | ----- |
| 227   | 228   | 178   | 152   | 122   | 108   | 91    |

График промене броја становника у току последњих година